# Parafia Świętej Rodziny w Chrzanowie
Parafia Świętej Rodziny – rzymskokatolicka parafia znajdująca się w Chrzanowie, na osiedlu Młodości. Parafia należy do archidiecezji krakowskiej i dekanatu Chrzanów.
Parafia liczy około 7 tysięcy wiernych, mieszkających na osiedlu Młodości oraz osiedlu Stella.

## Historia
Budowa kościoła parafialnego na chrzanowskim Osiedlu Młodości rozpoczęła się w 1990 r. wysiłkiem księży i parafian z parafii św. Jana Chrzciciela w Chrzanowie, która w tym czasie skupiała około 12 tysięcy wiernych dysponując niewielkim kościołem w Kościelcu. Przygotowaniem do rozpoczęcia prac oraz pierwszą fazą budowy kierował ks. Rafał Domagała.
Parafia została erygowana w 1995 r. poprzez oddzielenie dotychczasowej zachodniej części parafii w Kościelcu. Już od początku lat 80. XX wieku dla Osiedla Młodości prowadzono osobne księgi parafialne, które trafiły do nowego kościoła wraz z powołaniem parafii św. Rodziny. Pierwszym proboszczem został ks. Andrzej Kopicz, który kierował dalszymi pracami przy budowie i urządzeniu nowego kościoła.

## Kościół parafialny
W kościele parafialnym od 30 września 2007 r. znajdują się relikwie św. Joanny Beretty Molli.

## Proboszczowie
- ks. Rafał Domagała (1990–1993)[1]
- ks. Andrzej Kopicz (1993–2004)[1]
- ks. mgr Edward Kwarciak (2004–2015)[2]
- ks. Grzegorz Masny (2015– )[2]

## Grupy parafialne
W parafii działają następujące grupy: Rada Duszpasterska, Róże Różańcowe, Ruch Światło-Życie, Liturgiczna Służba Ołtarza, Wspólnota Rodzin. 